# Slaget ved Cedar Mountain
Slaget ved Cedar Mountain blev udkæmpet den 9. august 1862 i Culpeper County i Virginia som led i Nordlige Virginia kampagnen i den amerikanske borgerkrig.

## Baggrund
Generalmajor John Pope var blevet sat i spidsen for den nyoprettede Unionshær Army of Virginia den 26. juni 1862. General Robert E. Lee svarede på Popes foranstaltninger ved at sende Stonewall Jackson af sted med 14.000 mand til Gordonsville i juli. Jackson blev senere forstærket med generalmajor A.P. Hills division. I starten af august marcherede Pope med sine tropper sydpå ind i Culpeper County med det mål at erobre jernbaneknudepunktet i Gordonsville.

## Slaget
Den 9. august stødte de to hære sammen ved Cedar Mountain. I starten så det godt ud for Unionshæren. Sydstatshærens venstre fløj var i fare for at bryde sammen, og general Jackson red dertil for at få samling på sine mænd. Jackson ville inspirere tropperne ved at trække sit sværd, men det var så sjældent at han trak sværdet, at det rustet fast til sin skede. I stedet gav han sig til at svinge sværdet i sin skede over sit hoved. Et modangreb under ledelse af A.P. Hill slog Unionshæren tilbage og gav de konfødererede sejren. Den konfødererede brigadegeneral Charles Sidney Winder blev dræbt. Dette slag flyttede kampen i Virginia fra Virginiahalvøen til det nordlige Virginia, og gav Lee initiativet.